# Princess (榊原ゆいのアルバム)
『princess』（プリンセス）は、榊原ゆいの3作目のオリジナルアルバム。

## 収録曲
1. princess
2. Chu×Chu!!
  - PCゲーム『Chu×Chuアイドる』OP
3. I will…!
  - PCゲーム『うつりぎ七恋天気あめ』OP
4. Just I wish
  - PCゲーム『うつりぎ七恋天気あめ』挿入歌
5. ダーリン
  - PCゲーム『幼なじみとの暮らし方』OP
6. VOYAGEURS〜ヴォワヤジャー
  - オンラインゲーム『ネオスチーム』イメージソング
7. はぴでい♪
  - PCゲーム『はぴねす! りらっくす』OP
8. SINCLAIR
  - PCゲーム『終末少女幻想アリスマチック』OP
9. core
  - PCゲーム『終末少女幻想アリスマチック』挿入歌
10. SHOOTING STAR
  - PCゲーム『いつか、届く、あの空に。』2nd OP
11. Trust in me
  - PCゲーム『E×E』OP
12. Eternal Destiny
  - PCゲーム『夜明け前より瑠璃色な』OP
13. LOVEclick☆
  - ラジオ番組『LOVE×れでぃお』新テーマソング
14. dreaming
  - ラジオ番組『ホビらじ』テーマソング